# یودیت هالاس
یودیت هالاس (مجاری: Judit Halász؛ زادهٔ ۷ اکتبر ۱۹۴۲) هنرپیشه، صداپیشه و خواننده مشهور موسیقی کودکان اهل مجارستان است. از فیلم‌ها یا مجموعه‌های تلویزیونی که وی در آن‌ها نقش داشته‌است می‌توان به عنکبوت آبی و پدر اشاره نمود.
وی همچنین برندهٔ جوایزی همچون جایزه کشوت شده‌است.